# Pobre y estúpido
«Poor and Stupid» (en España y en Hispanoamérica «Pobre y Estúpido») es el octavo episodio de la decimocuarta temporada de la serie animada South Park.

## Trama
Cartman se encuentra deprimido ya que cree que no puede hacer realidad su sueño: Competir en una carrera de NASCAR. Cartman dice eso ya que cree que los competidores de NASCAR son "Pobres y estúpidos" y el cree ser inteligente y rico, pero Kyle y Stan le dicen que creen que, en verdad, es un estúpido y un retrasado, por lo que Cartman decide hacer realidad su sueño, comprando cosas de más y tomando "Vagisil" (una crema de limpieza de las partes íntimas femeninas) con la idea de que mataría sus Neuronas. Después de hacer esto con la ayuda de Butters, roba un auto de NASCAR y se estrella saliendo despedido de la pista y fracturándose los huesos. Pero a pesar de esto, el presidente de Vagisil decide patrocinarlo con un auto de NASCAR propio. Al mismo tiempo, Kenny decide tomar cartas en el asunto ya que le molesta que Cartman generalice a los fanáticos de NASCAR como pobres y estúpidos.
- Datos: Q2088808